# Società Italiana per il Traforo del Monte Bianco
SITMB - Società Italiana per il Traforo del Monte Bianco S.p.A. est la société italienne qui a la concession de la partie italienne du tunnel du Mont-Blanc.
Elle a assuré, conjointement avec son homologue française ATMB la construction du tunnel sous le mont Blanc ainsi que les voies d'accès. Elle supervise maintenant le GEIE TMB, créé après l'incendie, qui est le gérant opérationnel unique du tunnel du Mont-Blanc dont la concession expire en 2050.

## Historique
Créée le 1er septembre 1957, elle a son siège social à Pré-Saint-Didier. Auparavant, elle a fait partie de la holding publique italienne IRI-Italstat-Autostrade S.p.A..
À la suite de l'incendie du tunnel du Mont-Blanc survenu en 1999, des changements importants sont intervenus dans la gestion du tunnel, notamment avec l'instauration d'un véritable service incendie indépendant du groupe de volontaires de Chamonix qui aurait dû garantir la sécurité des personnes, tel que prévu à l'origine.

## Composition de l'actionnariat
- Autostrade per l'Italia S.p.A. : 51 %,
- ANAS S.p.A. : 32,125 %,
- Région autonome de la Vallée d'Aoste : 10,625 %,
- Canton et ville de Genève : 3,125 % chacun[2].